# Persone di nome Hans/Calciatori
| Questa pagina contiene informazioni ricavate automaticamente dalle voci biografiche con l'ausilio del template Bio e di un bot. L'aggiornamento è periodico e automatico e ricostruisce completamente la pagina. Se manca una persona in questa lista, sei pregato di non aggiungerla, ma accertati piuttosto che la sua voce biografica contenga il template Bio e che i dati anagrafici siano correttamente compilati. Se il template Bio manca, inseriscilo tu stesso o, in alternativa, metti l'avviso {{tmp\|Bio}} che ne segnala la mancanza. Se i dati riportati sono sbagliati, correggi direttamente la voce biografica; le modifiche saranno visibili in questa lista entro pochi giorni. Per chiarimenti vedi il progetto antroponimi. La lista contiene solo le 124 persone che sono citate nell'enciclopedia e per le quali è stato implementato correttamente il template Bio. Pagina aggiornata al 16 ott 2024. |

Questa è una lista di persone presenti nell'enciclopedia che hanno il nome Hans e sono calciatori.

## A(9)
- Hans Aabech, calciatore danese (Copenaghen, n. 1948 - Copenaghen, † 2018)
- Hans Agbo, ex calciatore camerunese (Douala, n. 1967)
- Hans Andersen, calciatore norvegese (n. 1905 - † 1969)
- Hans Andersen, calciatore norvegese (Fredrikstad, n. 1925 - Fredrikstad, † 1999)
- Fredrik Andersson, calciatore svedese (Skene, n. 1988)
- Hans Henrik Andreasen, ex calciatore e allenatore di calcio danese (Ringkøbing, n. 1979)
- Hans Appel, calciatore tedesco (Berlino, n. 1911 - † 1973)
- Jonathan Augustinsson, calciatore svedese (Stoccolma, n. 1996)
- Ludwig Augustinsson, calciatore svedese (Stoccolma, n. 1994)

## B(10)
- Hans Backe, ex calciatore e allenatore di calcio svedese (Luleå, n. 1952)
- Hans Bauer, calciatore tedesco (München-Sendling, n. 1927 - München-Sendling, † 1997)
- Hans Berggren, ex calciatore svedese (Gävle, n. 1973)
- Hans Christian Bernat, calciatore danese (Morud, n. 2000)
- Hans Berndt, calciatore tedesco (n. 1919 - † 1988)
- Hans Beyeler, calciatore svizzero (Berna, n. 1894 - Berna, † 1968)
- Hans Biallas, calciatore tedesco (Duisburg, n. 1918 - † 2009)
- Hans Bild, calciatore tedesco (n. 1926 - † 2004)
- Hans Boskamp, calciatore olandese (Rotterdam, n. 1932 - † 2011)
- Hans Brunke, calciatore tedesco (Berlino, n. 1904 - † 1985)

## C(4)
- Hans Jørgen Christiansen, ex calciatore danese (Fredericia, n. 1943)
- Hans Cieslarczyk, calciatore e allenatore di calcio tedesco occidentale (Holthausen, n. 1937 - Offenberg, † 2020)
- Hans Colberg, calciatore danese (Klemensker, n. 1921 - Albertslund, † 2007)
- Hans Cornelis, ex calciatore belga (Eeklo, n. 1982)

## D(5)
- Hans Dahl, calciatore norvegese (n. 1900 - † 1977)
- Hans Denissen, ex calciatore olandese (Tilburg, n. 1984)
- Hans Deunk, ex calciatore norvegese (Moss, n. 1962)
- Hans Diem, calciatore svizzero († 1949)
- Hans Dorfner, ex calciatore tedesco (Nittendorf, n. 1965)

## E(3)
- Hans Eggmann, calciatore svizzero
- Hans Endrerud, calciatore norvegese (Oslo, n. 1885 - Oslo, † 1957)
- Hans Eskilsson, ex calciatore e allenatore di calcio svedese (Östersund, n. 1966)

## F(6)
- Pontus Farnerud, ex calciatore svedese (Helsingborg, n. 1980)
- Hans Fiederer, calciatore tedesco (Fürth, n. 1920 - † 1980)
- Hans Fleischmann, calciatore tedesco (n. 1898 - † 1978)
- Jesper Florén, calciatore svedese (Örebro, n. 1990)
- Hans Fred, ex calciatore papuano (n. 1977)
- Hans Funk, calciatore svizzero (Berna, n. 1894 - Berna, † 1953)

## G(4)
- Hans Geiger, calciatore tedesco (Norimberga, n. 1905 - † 1991)
- Hans Greiner, calciatore svizzero (n. 1912)
- Hans Gruber, calciatore tedesco (n. 1905 - † 1967)
- Daniel Gustavsson, ex calciatore svedese (Kungsör, n. 1990)

## H(9)
- Hans Leo í Bartalsstovu, ex calciatore faroese (n. 1958)
- Hans Haferkamp, calciatore tedesco (Osnabrück, n. 1921 - † 1974)
- Hans Hagen, calciatore svizzero (n. 1927 - † 1993)
- Hans Hateboer, calciatore olandese (Beerta, n. 1994)
- Hans Heibach, calciatore tedesco (n. 1918 - † 1970)
- Hans Herman Henriksen, ex calciatore norvegese (Narvik, n. 1958)
- Hans Mayer Heuberger, calciatore tedesco (Lipsia, n. 1882)
- Hans Holmqvist, ex calciatore svedese (Stoccolma, n. 1960)
- Hans Hügi, calciatore svizzero (n. 1926 - † 2000)

## I(1)
- Hans Walter Imhoff, calciatore svizzero (Basilea, n. 1886 - Riehen, † 1971)

## J(6)
- Hans Jakob, calciatore tedesco (Monaco di Baviera, n. 1908 - Ratisbona, † 1994)
- Hans Jenni, calciatore svizzero (Capri)
- Viggo Jensen, calciatore danese (Skagen, n. 1921 - Esbjerg, † 2005)
- Fredrik Jensen, calciatore finlandese (Porvoo, n. 1997)
- Hasse Jeppson, calciatore svedese (Kungsbacka, n. 1925 - Roma, † 2013)
- Fredric Jonson, ex calciatore svedese (Stoccolma, n. 1987)

## K(5)
- Hans Kalb, calciatore tedesco (Norimberga, n. 1899 - Altdorf bei Nürnberg, † 1945)
- Hans Klinkhammer, ex calciatore tedesco (n. 1953)
- Hans Klodt, calciatore tedesco (Gelsenkirchen, n. 1914 - Gelsenkirchen, † 1996)
- Hans Kämpfer, calciatore svizzero (n. 1885 - Berna, † 1959)
- Hans Küppers, calciatore tedesco (Essen, n. 1938 - † 2021)

## L(4)
- Hans á Lag, ex calciatore faroese (Tórshavn, n. 1975)
- Hans Lang, calciatore tedesco (Augsburg, n. 1899 - Aalborg, † 1943)
- Hans Liniger, calciatore svizzero (Basilea, n. 1894)
- Hans Lohneis, calciatore tedesco (n. 1895 - † 1970)

## M(7)
- Hans Maldonado, calciatore ecuadoriano (n. 1956 - † 1999)
- Hans Martínez, calciatore cileno (Santiago del Cile, n. 1987)
- Hans Mathisen, ex calciatore norvegese (Fredrikstad, n. 1937)
- Hans Mengel, calciatore tedesco (Dortmund, n. 1917 - † 1941)
- Hans Mild, calciatore e hockeista su ghiaccio svedese (Stoccolma, n. 1934 - Stoccolma, † 2007)
- Hans Mulder, calciatore olandese (Amsterdam, n. 1987)
- Axel Müller, calciatore uruguaiano (Tacuarembó, n. 1996)

## N(8)
- Hans Neuerburg, calciatore tedesco (n. 1932)
- Hans Neuschäfer, calciatore tedesco (Düsseldorf, n. 1931 - Düsseldorf, † 2020)
- Hans Nicolussi Caviglia, calciatore italiano (Aosta, n. 2000)
- Hans Norbye, calciatore norvegese (Tromsø, n. 1987)
- Hans Nordahl, calciatore norvegese (Oslo, n. 1918 - † 1993)
- Krister Nordin, ex calciatore svedese (Stoccolma, n. 1968)
- Hans Nowak, calciatore tedesco (Gelsenkirchen, n. 1937 - † 2012)
- Hans Nylund, calciatore norvegese (n. 1939 - Valencia, † 2017)

## P(2)
- Hans Palmquist, ex calciatore svedese (Oskarshamn, n. 1967)
- Hans Edgar Paulsen, ex calciatore norvegese (n. 1946)

## R(7)
- Hans Erik Ramberg, ex calciatore norvegese (Fredrikstad, n. 1976)
- Hans Rebele, calciatore tedesco (Monaco di Baviera, n. 1943 - Monaco di Baviera, † 2023)
- Hans Reese, calciatore tedesco (Kiel, n. 1891 - Madison, † 1973)
- Hans Richter, calciatore tedesco orientale (Olbernhau, n. 1959 - Groß-Gerau, † 2023)
- Hans Riso, calciatore tedesco (Lipsia, n. 1889)
- Hans Rohde, calciatore tedesco (Amburgo, n. 1914 - † 1979)
- Hans Ruch, calciatore tedesco (n. 1898 - † 1947)

## T(3)
- Hans Taihuttu, calciatore indonesiano (n. 1909)
- Hans Tibulski, calciatore tedesco (n. 1909 - † 1976)
- Hans Tilkowski, calciatore e allenatore di calcio tedesco (Husen, n. 1935 - † 2020)

## V(4)
- Hans Vanaken, calciatore belga (Neerpelt, n. 1992)
- Hans Venneker, ex calciatore olandese (Rotterdam, n. 1945)
- Berti Vogts, ex calciatore e allenatore di calcio tedesco (Büttgen, n. 1946)
- Hans Vögeli, calciatore svizzero

## W(8)
- Hans Weber, calciatore svizzero (n. 1934 - † 1965)
- Hans Weilbächer, calciatore tedesco (Hattersheim am Main, n. 1933 - † 2022)
- Hans Weiner, calciatore tedesco (Neuenkirchen, n. 1950 - Berlino, † 2024)
- Hennes Weisweiler, calciatore e allenatore di calcio tedesco (Erftstadt, n. 1919 - Aesch bei Birmensdorf, † 1983)
- Hans Welker, calciatore tedesco (Monaco di Baviera, n. 1907 - Monaco di Baviera, † 1968)
- Hans Wentorf, calciatore tedesco (Amburgo, n. 1899 - Amburgo, † 1976)
- Hans Weymar, calciatore tedesco (Uelsby, n. 1884 - Amburgo, † 1959)
- Hans Wüthrich, calciatore e arbitro di calcio svizzero (n. 1889 - † 1982)

## Y(1)
- Hans Åge Yndestad, ex calciatore norvegese (Tromsø, n. 1980)